# Aristoclès
Aristoclès est un philosophe péripatéticien du IIe siècle (à ne pas confondre avec Aristoclès dit Platon).

## Notice biographique
Né à Messine, il fut le précepteur de Septime Sévère et forma Alexandre d'Aphrodise. Il composa une histoire des philosophes et de leurs opinions, dans laquelle il combattait notamment le scepticisme. Son texte constitue une source précieuse pour la connaissance de Pyrrhon, Timon de Phlionte et Énésidème, dont Eusèbe de Césarée a conservé quelques fragments dans la Préparation évangélique. Une inimitié notoire a existé entre Eubulide et Aristote ; Diogène Laërce fait mention d'Aristoclès, qui rapporte qu’Eubulide aurait écrit un livre contre Aristote dans lequel il lui aurait reproché d'avoir altéré l'enseignement de Platon et d'avoir été absent au moment de son décès. Jean Philopon, dans Commentaire sur l’Isagogê de Nicomaque de Gérase, résume Aristote à travers le traité d’Aristoclès Sur la philosophie :
« Il faut savoir, en effet, que l'humanité périt de façon diverse : par la peste, la famine, les séismes, la guerre, cent variétés de maladies, et par d'autres causes encore, mais surtout par des déluges massifs, comme celui par exemple qui, selon la légende, eut lieu sous Deucalion, et qui fut terrible, sans pourtant avoir fait périr tous les hommes. Car les pâtres, et tous ceux qui vivent sur les montagnes ou sur leurs pentes, échappent au cataclysme, tandis que les plaines sont submergées avec tous ceux qui y habitent. C'est ainsi du moins qu'on raconte que Dardanos fut sauvé du déluge après avoir nagé de Samothrace au pays qui, plus tard, fut nommé Troie … Là dessus, « par l'inspiration d'Athéna », ils inventèrent les arts, non pas seulement ceux qui se bornent à pourvoir aux nécessités de l'existence, mais ceux qui, poussant plus loin, contribuent à la noblesse et à l'ornement de la vie : et cela, de nouveau, ils l'ont appelé 'Sagesse' … Là dessus, ils portèrent leur regard sur l'organisation de la cité, et ils inventèrent les lois et tous les liens qui assemblent les parties d'une cité ; et cette invention encore ils l'appelèrent « Sagesse » : c'est de cette sagesse que furent pourvus les Sept Sages, qui précisément inventèrent les vertus propres aux citoyens. »

## Sources
- Marie-Nicolas Bouillet  et Alexis Chassang (dir.), « Aristoclès » dans Dictionnaire universel d’histoire et de géographie, 1878 (lire sur Wikisource)
- Diogène Laërce, Vies, doctrines et sentences des philosophes illustres [détail des éditions] (lire en ligne) Euclide